# Classe Shiratsuyu
La classe Shiratsuyu (白露型駆逐艦?, Shiratsuyugata kuchikukan) appartenne alla Marina imperiale giapponese ed era formata da dieci cacciatorpediniere di squadra. Rappresentava la versione corretta della precedente classe Hatsuharu che, ancorata ai limiti di tonnellaggio del trattato navale di Londra, aveva evidenziato gravi problemi di stabilità. Gli Shiratsuyu introdussero lanciasiluri quadrinati per l'impiego del siluro Type 93, diminuirono i pesi in alto e la disposizione delle artiglierie imitò il progetto corretto della classe precedente: pertanto furono talvolta indicati come classe Hatsuharu migliorata (改初春型駆逐艦?, kai Hatsuharugata kuchikukan). Il dislocamento standard, però, oltrepassò i limiti del patto di Londra e abbassò la velocità massima a 34 nodi.
Le navi erano nate con una simbolica contraerea e nessun radar, quindi nel corso del conflitto la Marina imperiale tentò di porre rimedio a queste manchevolezze sempre più gravi con cicli di potenziamento: dapprima fu aggiunta una coppia di cannoni contraerei Type 96 da 25 mm davanti alla plancia, quindi tra la fine del 1943 e l'inizio del 1944 un'installazione tripla di Type 96 rimpiazzò la torre da 127 mm singola di poppavia; due uguali impianti comparvero inoltre ai lati del fumaiolo posteriore, sostituendo l'originale contraerea. Durante il 1944 gli Shiratsuyu ancora operativi furono forniti con Type 96 su affusto singolo e lo Shigure (il cacciatorpediniere più noto della classe e famoso anche presso gli Alleati) arrivò a possedere quindici di tali armi. Fu anche uno dei pochi appartenenti alla classe a essere dotato di un radar Type 22, asservito ai cannoni di bordo, e di un radar Type 13 dedicato alla ricerca aerea. I dati riguardanti queste modifiche sono generici e non si conoscono per certo le esatte distribuzioni di armi e apparecchiature per ogni esemplare. Gli Shiratsuyu costituirono la 2ª e la 24ª Divisione, più metà della 27ª; videro un intenso servizio nella campagna delle Indie orientali olandesi e soprattutto nel corso della lotta per Guadalcanal, nelle cui acque affondò lo Yudachi. Durante il 1943 combatterono in diverse scaramucce e battaglie lungo le isole Salomone, perdendo alcune altre unità in combattimento. Il resto della classe si logorò in missioni di protezione al traffico navale e quattro esemplari rimasero vittima di sommergibili americani, divenuti una grave minaccia a dispetto delle capacità di contrasto degli Shiratsuyu, ciascuno dei quali aveva trentasei bombe di profondità. Continuarono a servire anche in prima linea e l'Harusame fu perduto nel giugno 1944 a causa delle United States Army Air Forces; appena una settimana più tardi lo Shiratsuyu colò a picco, invece, a seguito di un grave speronamento con una petroliera giapponese. Lo Shigure, che sullo scorcio del 1944 era l'ultimo rappresentante della classe, fu distrutto al largo di Hong Kong nel gennaio 1945 da un battello sottomarino statunitense.

## Progetto
Nel 1928 la Marina imperiale giapponese cominciò a immettere in servizio la rivoluzionaria classe Fubuki, caratterizzata da un sostanzioso apparato d'artiglieria (sei cannoni da 127 mm) in tre affusti completamente chiusi e corazzati e da nove tubi lanciasiluri da 610 mm. Seguì nel 1931 la classe Akatsuki, che introdusse un impianto propulsore rivisto e modifiche minori a scafo e strutture. Nell'aprile 1930, però, la sottoscrizione del trattato navale di Londra impose di limitare il tonnellaggio massimo di tutti i nuovi cacciatorpediniere, cosa alla quale i giapponesi cercarono di attenersi pur insistendo ad affollare le unità con un gran numero di armi. La risultante classe Hatsuharu, pertanto, oltre a dislocare più del previsto, presentò gravi problemi di stabilità che costrinsero a una riprogettazione completa e a dimezzare la commessa di dodici esemplari: i lanciasiluri furono diminuiti a sei, si dovette ridurre ingombro e altezza delle sovrastrutture, la torre singola posta a prua in posizione sopraelevata fu spostata a poppa sul ponte.
Le sei unità di cui si era fatto a meno furono attentamente ristudiate dagli uffici tecnici della Marina imperiale, che rinunciarono all'uso estensivo della saldatura elettrica, una tecnologia rivelatasi problematica. Le dimensioni furono un poco ridotte e, rispetto agli Hatsuharu, la prua divenne più corta e la poppa più allungata, mentre i tubi da 610 mm crebbero a otto; inoltre la torre di comando fu rimpicciolita e la plancia resa più compatta, regolando così il baricentro e l'equilibrio. I cambiamenti fecero sforare ampiamente i limiti di dislocamento standard prescritti dal trattato di Londra, vale a dire 1500 long ton (1524 tonnellate). Lo stato maggiore generale e il ministero della Marina, comunque, non mostrarono alcuna preoccupazione circa tale violazione. L'apparato motore non fu toccato e quindi la velocità massima ne risentì negativamente. I progetti dei sei esemplari furono completati nel 1933-1934, ai quali furono presto aggiunti, nel programma navale del 1934, altri quattro cacciatorpediniere. Le dieci navi furono riunite nella "classe Shiratsuyu di cacciatorpediniere di squadra", dal nome di quella che avrebbe dovuto essere la settima unità tipo Hatsuharu. Peraltro, rispetto alle navi sorelle, gli ultimi quattro vascelli presentavano qualche differenza, che anticipava la successiva classe Asashio. Vistane l'origine, la classe Shiratsuyu venne a essere nota anche come "classe Hatsuharu migliorata".

## Caratteristiche generali

### Scafo e dotazioni

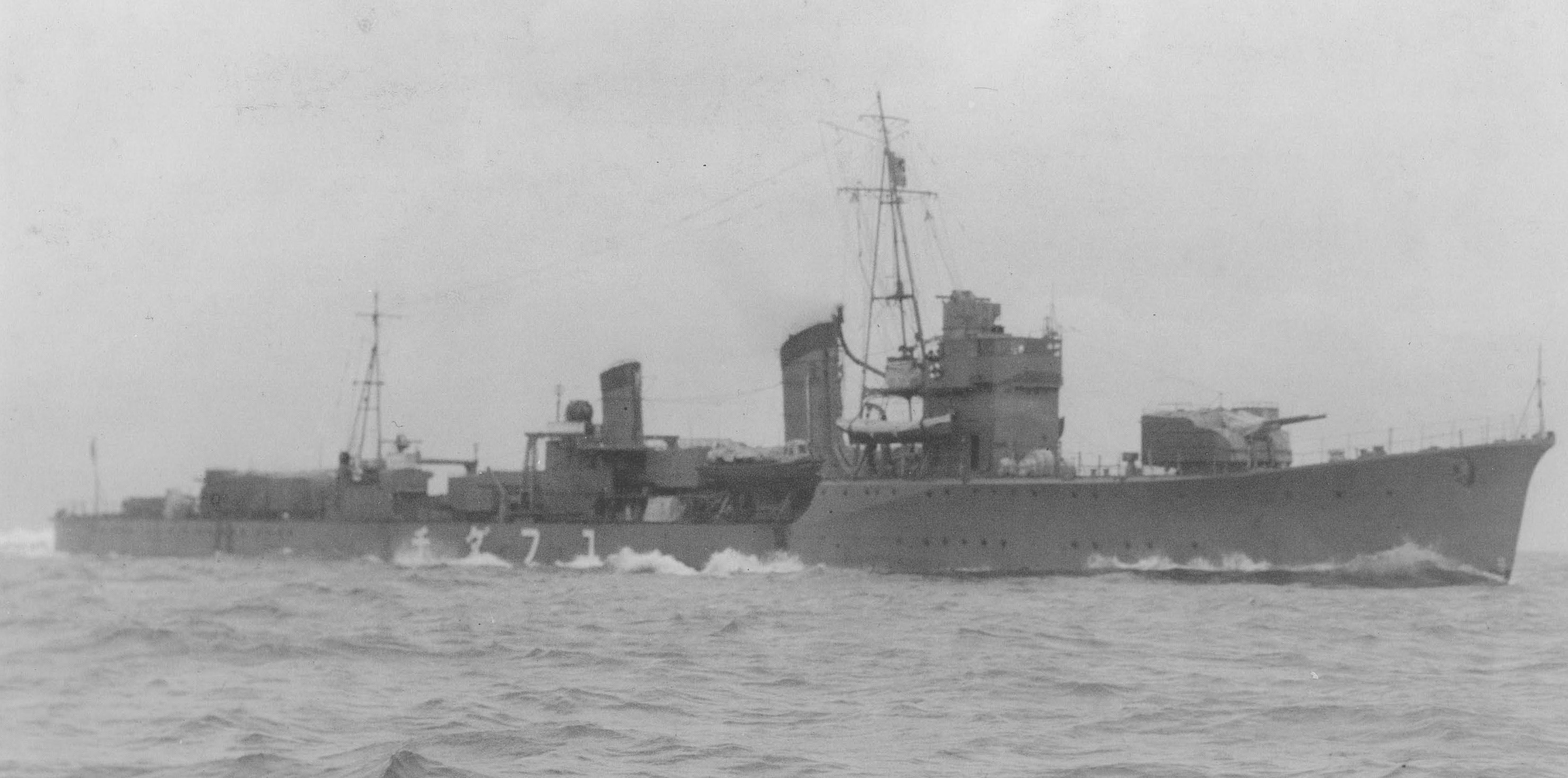
Lo Yudachi in procinto di entrare in servizio: presso il secondo fumaiolo si ergono due piattaforme sopraelevate, ma mancano ancora i cannoni contraerei che dovrebbero ospitare

I cacciatorpediniere tipo Shiratsuyu presentavano una lunghezza tra le perpendicolari di 103,50 metri, alla linea di galleggiamento di 107,51 metri e una lunghezza fuori tutto di 110 metri esatti. La larghezza massima dello scafo era stata ridotta a 9,90 metri rispetto agli Hatsuharu, mentre il pescaggio era incrementato a 3,50 metri in conseguenza dell'aumentata massa, con un dislocamento standard che arrivava a 1712 tonnellate. Riguardo al dislocamento a pieno carico, le fonti non sono concordi: lo storico navale Mark Stille riporta un dislocamento a pieno carico di 2012 tonnellate; una fonte online indica un tonnellaggio calcolato in 1981 tonnellate nel corso dei collaudi finali in mare; un'altra fonte, sempre elettronica, afferma che gli esemplari dislocavano a carico completo 2123 tonnellate. All'entrata in servizio l'equipaggio di ogni nave era formato da 180 uomini tra ufficiali, sottufficiali e marinai.
Lo scafo ospitava quattro lance di salvataggio in fasciame sulla destra e a babordo della torre di comando e del fumaiolo anteriore: ciascuna era appesa a un proprio argano. Le alberature consistevano in un albero prodiero tripode, sito dietro la torre di comando, e in un albero di maestra a palo singolo di altezza inferiore, che si elevava dall'alloggiamento dei siluri di ricarica (a poppavia). Al centro dello scafo, immediatamente dietro il secondo fumaiolo, era stata inchiavardata una piattaforma circolare ospitante un proiettore da ricerca da 90 cm e un radiogoniometro.

### Impianti propulsivi
Il complesso propulsore era identico a quello in uso sugli Hatsuharu: era formato da tre caldaie Kampon e da due turbine a ingranaggi a vapore Kampon; a queste erano vincolati due alberi motore dotati di elica. Due caldaie erano accoppiate ed erano state sistemate in testa, seguivano la terza caldaia e infine le turbine, affiancate in senso longitudinale allo scafo. I condotti di scarico erano convogliati in due fumaioli, uno di grandi dimensioni anteriore e uno posteriore, più sottile. Quest'ultimo non era leggermente disassato sul lato di destra, in quanto gli alloggiamenti dei siluri di ricarica erano stati riposizionati per occupare meno spazio. Ciascuna caldaia sviluppava una pressione di 312,4 psi (22 kg/cm²) e produceva vapore surriscaldato alla temperatura di 572° F (300 °C): tali prestazioni si traducevano in una potenza motrice totale di 42000 shp, sufficiente a raggiungere una velocità massima di 34 nodi o 64,6 km/h, meno della classe precedente in conseguenza dell'aumento di peso. L'autonomia si mantenne su livelli discreti: con una riserva a bordo di 500 tonnellate di olio combustibile e mantenendo una velocità di crociera di 15 nodi, era possibile coprire fino a 6000 miglia di navigazione (11100 chilometri a 28,5 km/h).

### Armamento

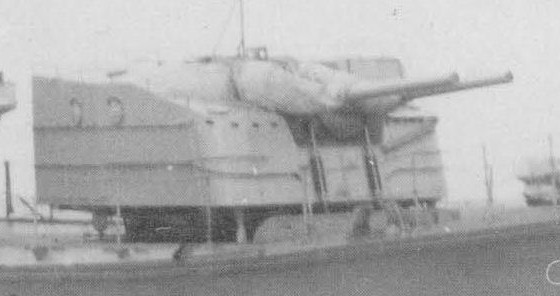
La torretta Type C con due cannoni Type 3 da 127 mm

La classe Shiratsuyu presentava una dotazione d'artiglieria identica, per numero e disposizione, al progetto rivisto degli Hatsuharu. Cinque cannoni Type 3 da 127 mm lunghi ciascuno 50 calibri (L/50) e distribuiti in tre torrette (o più precisamente in tre affusti completamente chiusi) la cui corazzatura era limitata a 3 mm su tutti lati, utile quindi a proteggere solo da intemperie e schegge: la torre di prua era binata e così la seconda, disposta verso poppa; adiacente a questa, e rivolta verso prua, si trovava la torretta singola ospitante il quinto cannone. Le installazioni doppie erano del modello Type C, capaci di un alzo massimo di 55°, una diminuzione al confronto con gli affusti precedenti: questo perché la velocità di rotazione e brandeggio si era rivelata troppo lenta per un proficuo uso contraereo dei pezzi da 127 mm. L'affusto singolo, designato Type A, raggiungeva anch'esso lo stesso alzo e poteva essere depresso di -7°. Ciascuna delle torri era servita da un proprio magazzino munizioni sottostante, dove le granate erano preparate e dunque inviate ai serventi mediante un paranco meccanico: ciò velocizzava i tempi di caricamento e consentiva un fuoco più sostenuto; inoltre entrambi i modelli erano impenetrabili ai gas venefici. Il cannone Type 3 sparava un proietto pesante 23 chili alla velocità iniziale di 913 m/s, con una gittata massima di oltre 18300 metri; la cadenza di tiro era di un colpo ogni 6-12 secondi (5 o 10 al minuto). L'arma era di eccellenti prestazioni, ma gli impianti binati soffrivano di una certa dispersione delle salve quando adoperati contro bersagli di superficie. Le torrette disponevano di propri dispositivi di visione e, per i dati di puntamento e ingaggio, facevano riferimento a un telemetro Type 90 da 3 metri, che si trovava in cima alle strutture della torre di comando. Per motivi non specificati dalle fonti, soltanto lo Yudachi mantenne le torrette binate Type B.

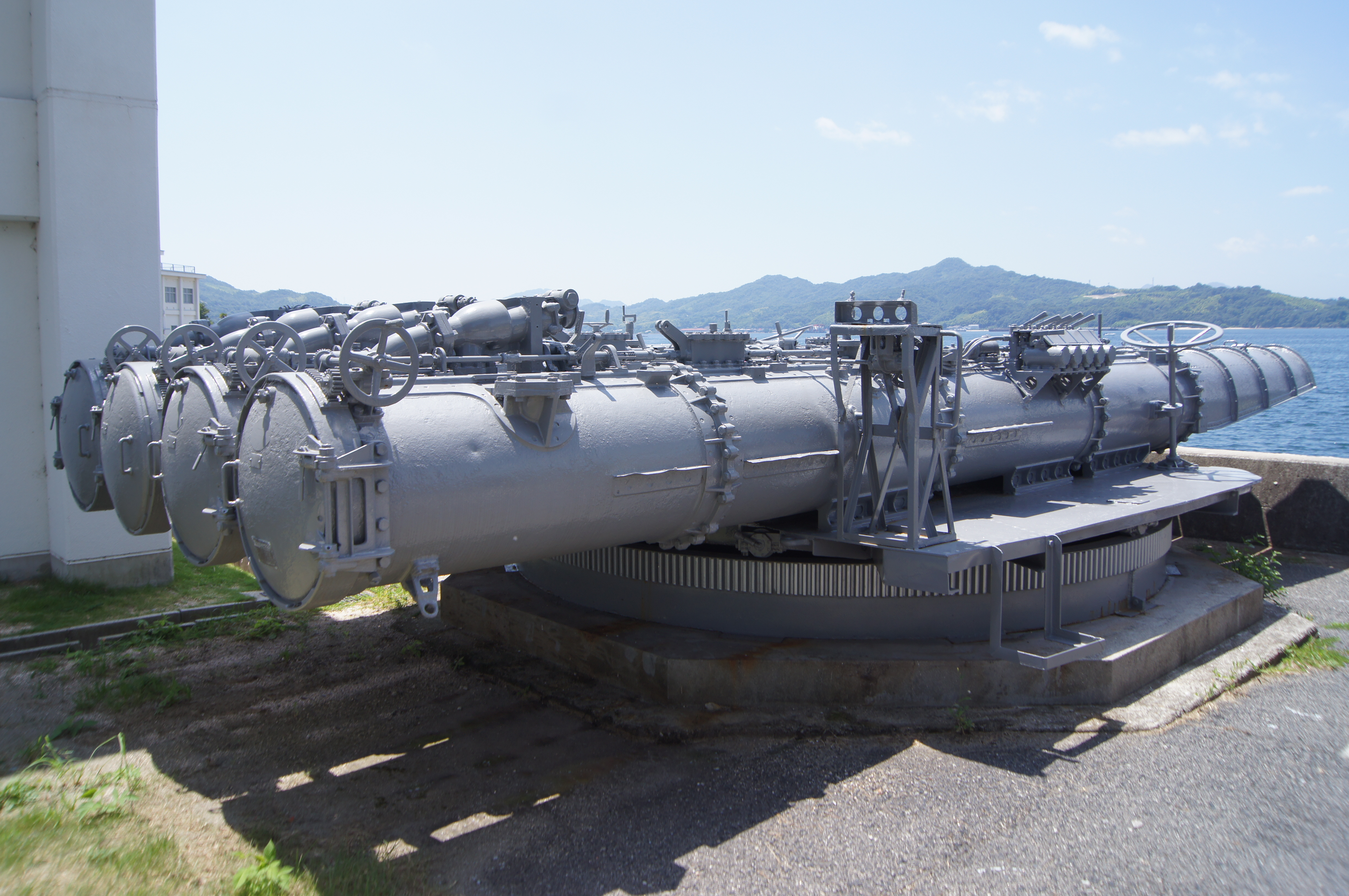
L'impianto Type 92 a quattro tubi, ottimizzato per l'impiego del siluro Type 93: si noti che le due coppie hanno aperture speculari delle culatte

Come di prassi per i cacciatorpediniere imperiali, grande importanza era attribuita all'equipaggiamento silurante. Gli Shiratsuyu furono i primi a disporre di due installazioni quadrinate Type 92 da 610 mm, una tra i fumaioli su un rialzo e una a mezzanave, complete di una ricarica ciascuna per un totale di sedici siluri a bordo: fu così posto rimedio alla decurtazione di lanciatori sofferta dagli Hatsuharu, che avevano dovuto ridurre di un terzo la loro dotazione. Gli impianti adoperavano il noto Type 93, introdotto con la classe precedente. Sviluppato nella prima metà degli anni trenta, si trattava di un siluro propulso a ossigeno puro, il che garantiva grande autonomia, notevole spinta e anche una scarsa scia di bolle, molto più evidente se si adoperava il vapore come propellente. Il Type 93 era lungo circa 9 metri e pesava 2700 chili, compresa la testata di guerra da 490 chili di alto esplosivo, di gran lunga maggiore rispetto a quella in uso sul Mark 15 statunitense; poteva essere lanciato alla velocità di 48, 40 o 36 nodi e raggiungere rispettivamente una portata di 20000, 32000 e 40000 metri. Anche in questi casi il Type 93 rivelò di avere un raggio d'azione superiore alle armi americane e, in generale, rimase insuperato sino alla conclusione della seconda guerra mondiale. Gli affusti Type 92 erano scudati, brandeggiabili grazie a motori elettrici incorporati ed erano serviti da un sistema di ricarica rapido, capace di inserire nei tubi nuovi siluri in 17 secondi. Gli ordigni di riserva erano stati suddivisi in tre compartimenti sul ponte: uno a poppa ne conservava quattro e separava la bancata di lanciatori di mezzanave dalle torrette; gli altri due, ciascuno contenente due siluri, erano stati disposti ai lati del fumaiolo posteriore, inclinati verso l'interno. I serventi ai lanciasiluri prendevano ordini da una camera di comando e combattimento che si elevava sopra e dietro la plancia: facevano inoltre riferimento a un telemetro Type 14 inchiavardato al tetto del magazzino poppiero dei siluri. Le stazioni di lanciasiluri erano infine collegate telefonicamente con la camera di comando, un'altra novità della classe Shiratsuyu.
La contraerea era modesta. I sei esemplari derivati dagli Hatsuharu avevano mantenuto i due cannoni Vickers-Armstrong da 40 mm L/39 su affusto singolo, ognuno su una propria piattaforma ai lati e davanti al fumaiolo posteriore. Le quattro navi rimanenti, invece, li avevano scambiati con due installazioni doppie di mitragliatrici pesanti Type 93 da 13,2 mm, arma di recente introduzione nella Marina imperiale. La lotta antisommergibile era affidata a due lanciatori Type 94 piazzati sul rotondo di poppa: trentasei bombe di profondità erano stivate in due rastrelliere sul ponte di poppa, dietro alla torre d'artiglieria numero 3.

## Costruzione
La classe Shiratsuyu fu ordinata in dieci esemplari, i cui costi furono distribuiti negli anni fiscali 1931 (sei unità) e 1934 (quattro unità). I cacciatorpediniere furono impostati tra il novembre 1933 e il luglio 1935, varati tra l'aprile 1935 e il marzo 1937, completati e immessi in servizio tra l'agosto 1936 e l'agosto 1937. Alla costruzione parteciparono vari enti: quattro navi furono fornite dalla ditta Uraga di Tokyo e l'arsenale della Marina a Sasebo, l'arsenale di Maizuru e i cantieri Fujinagata di Osaka assemblarono ciascuno due navi.

## Unità
| Nome       | Cantiere           | Impostazione     | Varo              | Completamento               | Destino finale |
| ---------- | ------------------ | ---------------- | ----------------- | --------------------------- | --- |
| Shiratsuyu | Sasebo             | 14 novembre 1933 | 5 aprile 1935     | 20 agosto 1936              | Affondato il 15 giugno 1944 a causa di una collisione 90 miglia a sud-est dello Stretto di Surigao (9°09′N 126°51′E)       |
| Shigure    | Uraga (Tokyo)      | 9 dicembre 1933  | 18 maggio 1935    | 7 settembre 1936            | Affondato il 24 gennaio 1945 da un sommergibile 160 miglia a est di Kota Bharu (6°00′N 103°48′E)                           |
| Murasame   | Fujinagata (Osaka) | 1º febbraio 1934 | 20 giugno 1935    | 7 gennaio 1937              | Affondato il 5 marzo 1943 nella battaglia dello Stretto di Blackett (8°03′S 157°13′E)                                      |
| Yudachi    | Sasebo             | 16 ottobre 1934  | 21 giugno 1935    | 7 gennaio 1937              | Affondato il 13 novembre 1942 dopo la prima battaglia navale di Guadalcanal a sud-est dell'Isola di Savo (9°14′S 159°52′E) |
| Samidare   | Uraga (Tokyo)      | 19 dicembre 1934 | 6 luglio 1935     | 29 gennaio 1937             | Affondato il 25 agosto 1944 da un sommergibile dopo essersi arenato all'atollo Kayangel (8°10′N 134°38′E)                  |
| Harusame   | Maizuru            | 3 febbraio 1935  | 21 settembre 1935 | 26 agosto 1937              | Affondato l'8 giugno 1944 da attacco aereo 30 miglia a nord-ovest di Manokwari (0°05′S 132°45′E)                           |
| Yamakaze   | Uraga (Tokyo)      | 25 maggio 1935   | 21 febbraio 1936  | 30 gennaio o 30 giugno 1937 | Affondato il 25 giugno 1942 da un sommergibile 60 miglia a sud-est di Yokosuka (34°34′N 140°26′E)                          |
| Kawakaze   | Fujinagata (Osaka) | 25 aprile 1935   | 1º novembre 1936  | 30 aprile 1937              | Affondato nella notte del 6-7 agosto 1943 nella battaglia del Golfo di Vella (7°50′S 156°54′E)                             |
| Umikaze    | Maizuru            | 4 maggio 1935    | 27 novembre 1936  | 31 maggio 1937              | Affondato il 1º febbraio 1944 da un sommergibile subito a sud di Truk (7°10′N 151°43′E)                                    |
| Suzukaze   | Uraga (Tokyo)      | 9 luglio 1935    | 11 marzo 1937     | 31 agosto 1937              | Affondato il 26 gennaio 1944 da un sommergibile 140 miglia a nord-nord-ovest di Ponape (8°51′N 157°10′E)                   |

## Modifiche al progetto

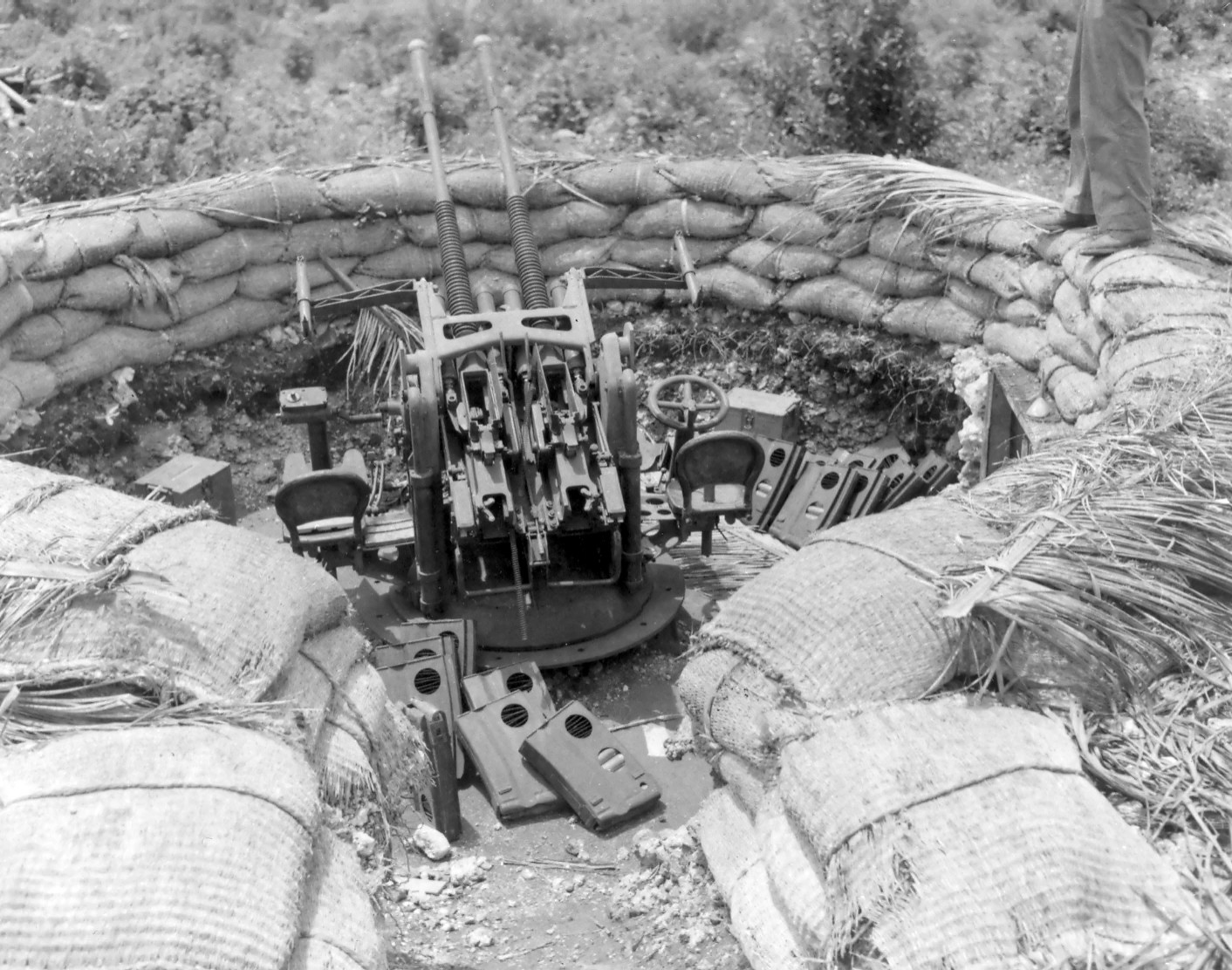
Il cannone Type 96 da 25 mm, qui in configurazione binata su supporto terrestre: con il proseguire della guerra vide calare la sua efficacia

La classe non fu modificata sino al periodo successivo alle grandi conquiste giapponesi seguite all'attacco di Pearl Harbor. Dalla seconda metà del 1942 apparve un ballatoio tra la torre di comando e la torretta di prua, dove fu sistemato un impianto binato di cannoni contraerei Type 96 da 25 mm L/60. Dalle ultime settimane dell'anno, e sino a ben dentro il 1943, si cominciò a rimuovere l'affusto Type A singolo per fare posto a un'installazione tripla di Type 96: altre due furono aggiunte a mezzanave durante lo stesso anno, rimpiazzando sulle piattaforme i due cannoni Vickers da 40 mm o le mitragliatrici Type 93. Entro il 1944 tutti gli esemplari ancora in servizio avevano sbarcato le riserve di siluri allo scopo di contenere i pesi; inoltre, nel corso dell'anno, le poche unità superstiti furono ulteriormente potenziate con dieci cannoni Type 96, tutti su affusti singoli piazzati lungo il ponte, a prua o a poppa. Si sa per certo che almeno il Samidare, il Suzukaze e lo Shigure subirono questi interventi. Lo Shigure stesso, nel dicembre 1944 (si trattava dell'ultimo degli Shiratsuyu ancora operativo), aggiunse altri cinque Type 96 da 25 mm singoli e quattro mitragliatrici Type 93, per quanto fossero armi di modesto valore a quel punto della guerra. Sfortunatamente i dati relativi agli incrementi di contraerea sono scarsi e impediscono di elencare nel dettaglio la precisa dotazione di ogni unità sino al momento della perdita.
La classe Shiratsuyu non dispose di apparecchiature radar se non molto avanti nel conflitto. Sebbene le informazioni siano ancora una volta carenti, è noto che quelle navi ancora in linea al principio del 1944 erano state equipaggiate ciascuna con un radar Type 22 (localizzazione bersagli navali) e che durante quell'anno le superstiti ricevettero pure un radar Type 13 (ricerca aerea), entrambi fissati all'albero tripode dietro alla plancia. Il Type 22 presentava due antenne, più una camera di controllo costruita alla base dell'albero; aveva un raggio massimo di poco meno di 70 chilometri ed era capace di individuare bersagli grandi come una nave da battaglia fino a 35 chilometri: tuttavia non era abbastanza accurato per fornire dati sicuri all'artiglieria. Il Type 13 era stato introdotto nel 1943 ed era sostanzialmente formato da una lunga antenna "a pioli". Era capace di localizzare un aereo solitario entro 58 chilometri circa e una formazione a 100 chilometri circa dalla nave; il suo raggio massimo arrivava a oltre 170 chilometri.